# Stripping (Operation)
Stripping ist die klassische Methode zur operativen Therapie von Krampfadern (Varizen). Sie gilt bei  Stammvenenkrampfadern als Goldstandard und geht auf den US-amerikanischen Chirurgen William Wayne Babcock zurück.

## Ablauf
Beim Stripping wird eine flexible Spezialsonde in die krankhaft erweiterte Vene eingeführt, bis zu deren Ende vorgeschoben und dort wieder ausgeleitet. Die Varize wird dann oben und unten durchtrennt sowie auf der Sonde fixiert, die dann beim Herausziehen (Stripping) die varikös veränderte Vene unter der Haut mitnimmt. Die Stripping-Operation ist in Vollnarkose, Teilnarkose oder auch in Lokalanästhesie durchführbar; sie kann ambulant oder stationär erfolgen. Ausschlaggebend hierfür ist der Schweregrad des Befundes sowie die psychische Verfassung des Patienten. Nach dem Eingriff ist für 3 bis 6 Wochen eine Kompression mit elastischen Binden oder Kompressionsstrumpf zu empfehlen sowie zur Vermeidung von Thrombosen und Embolien eine mehrtägige gerinnungshemmende Behandlung mit Heparin.

### Blutleere
Die Operation wird durch das Erzeugen einer sogenannten „Blutleere“ unterstützt. Dafür wird das Blut zunächst durch eine sehr starke Kompressionswickelung aus dem Bein gepresst. Eine daraufhin am Oberschenkel angelegte Druckmanschette behindert das Rückfließen des Blutes ins Bein während der Operation. Die „Blutleere“ beugt dem Entstehen von Hämatomen vor.

## Risiken
Es können sich nach erfolgter Operation erneut Krampfadern bilden. Eine Studie hat ergeben, dass die Neubildung von Krampfadern vergleichsweise häufig auf technische Fehler bei der Operation zurückzuführen ist. 64 Prozent der Rückfälle entstehen demnach durch nicht vollständig entfernte Stammvenenreste.
Eine weitere Komplikation ist der Lymphstau, da bei der Operation die nahe an den entfernten Venen verlaufenden Lymphgefäße verletzt werden können und es somit zu einer Schwellung des betroffenen Bereiches bis hin zu einer Schwellung der ganzen Extremität kommen kann.